# 克劳迪娅·科德-基尔施
克劳迪娅·科德-基尔施（德語：Claudia Kohde-Kilsch；1963年12月11日—），德国女子网球运动员。她曾代表西德参加1988年夏季奥林匹克运动会网球比赛，获得女子双打铜牌。